# 多枝杜鹃
多枝杜鹃（学名：Rhododendron polycladum）为杜鹃花科杜鹃花属下的一个种。

## 扩展阅读
- 維基物種上的相關：多枝杜鹃